# Pityusa Mons
Il Pityusa Mons è una struttura geologica della superficie di Marte.